# 존 틸럿슨
존 틸럿슨(John Tillotson, 1630년 ~ 1694년 11월 22일)은 캔터베리 대주교이다. 요크셔 출신으로, 세인트 폴 대성당의 수석 사제를 거쳐 캔터베리 대주교가 되었다.
당대의 가장 훌륭한 설교자로 명성을 날렸고, 미덕의 가치에 대해서 강조하였다. 아르미니우스주의를 따랐으며, 이성적 기독교가 이신론, 열광주의자, 심지어 로마 가톨릭까지 이길 수 있다고 주장하였다. 그는 기독교가 지성적으로 영국의 상류층에 속하도록 노력하였다. 그는 기독교의 진리가 절대적으로 정확하게 밝혀낼 수 없다고 믿는 광교회파(Latitudinarian)이었으며, 이것을 더 많은 가능성을 놓고 다양함을 인정하는 것이 무신론이나 이신론보다 더 이성적으로 종교적인 선택이라고 주장했다. 그는 기독교가 선한행실의 기준을 옹호한다고 주장했다. 또한, 그가 가진 이성중심의 사고는 로마 가톨릭교회뿐만 아니라 성공회에 대해서도 적대감을 갖는데 충분하였다. 그의 예로 그는 사람의 감각과 상반된다는 이유로 성변화를 거부하였으며, 이런 그의 태도가 빈세기 이후 데이비드 흄으로 이어져 기적에 대한 전반적인 회의론이 나타나게 되었다.
조지 휫필드는 틸럿슨의 설교에 대해 강하게 비판하였고, 그가 복음을 설교하지 않는다고 주장했다.